# Zastava Džibutija
Zastava Džibutija usvojena je 27. srpnja 1977.
Sastoji se od plave i zelene vodoravno raspoređene boje i bijelog trokuta u čijoj je sredini crvena petokraka.
Boje predstavljaju zemlju, nebo, mir i jedinstvo.